# Exminster
Exminster est un village et une paroisse civile du Devon, en Angleterre. Il est situé dans l'est du comté, sur la rive occidentale de l'Exe, juste au sud de la ville d'Exeter. Administrativement, il relève du district non métropolitain de Teignbridge.

## Toponymie
Exminster est un nom d'origine vieil-anglaise. Il désigne un monastère (mynster) situé près de l'Exe, fleuve dont le nom est quant à lui d'origine celtique. Il est attesté pour la première fois vers 880 sous la forme Exanmynster. Dans le Domesday Book, compilé en 1086, le village est appelé Esseminstre.

## Histoire
La première mention écrite d'Exminster figure dans le testament du roi anglo-saxon Alfred le Grand, dressé vers 880. Il fait partie des domaines que le roi lègue à son plus jeune fils Æthelweard.

## Démographie
Au recensement de 2011, la paroisse civile d'Exminster comptait 3 616 habitants.